# 苫小牧市総合体育館
苫小牧市総合体育館（とまこまいしそうごうたいいくかん）は、北海道苫小牧市にある体育館。

## 概要
1973年（昭和48年）開館。『第44回国民体育大会』（はまなす国体）フェンシング競技の会場、プロレスの興行や大相撲の巡業、日本フットサルリーグ（Fリーグ）のエスポラーダ北海道のホームゲーム開催など、様々な競技に利用されている。

## 施設
- 主競技場
  - 幅40.8 m×長さ60 m=2,448 m²
  - バスケットボール3面、バレーボール3面、テニスコート3面、体操、卓球20面、バドミントン12面、柔道、剣道、空手道、フェンシングなど
  - 収容人数（1階フロアー移動席4,896席・2階固定席1,340席・立見席414人）
- 第1練習室
  - 幅14.4 m×長さ21.6 m=311 m²
- 第2練習室
  - 幅14.4 m×長さ21.6 m=311 m²
- 第3練習室
  - 幅14.4 m×長さ19.2 m=276 m²
- トレーニング室
- 会議室、役員室、更衣室、医務室、ロビー
- 弓道場
  - 面積220.77 m²
  - 射場、更衣室、審判席、便所、的場、看的所、巻藁室
- アーチェリー場
  - 70 m級、的場（高さ5 m×17 m）
  - 矢止、ネット

## アクセス・駐車場
国道36号、苫小牧市民文化公園（出光カルチャーパーク）に隣接している。
- 道南バス「総合体育館前」バス停下車
- 駐車場：191台[2]

## 参考資料
- “苫小牧市総合体育館”.  建築・空間デジタルアーカイブス（DAAS）. 2016年1月20日閲覧。